# Dexosarcophaga paulistana
Dexosarcophaga paulistana är en tvåvingeart som först beskrevs av Guilherme A.M.Lopes 1982.  Dexosarcophaga paulistana ingår i släktet Dexosarcophaga och familjen köttflugor. Inga underarter finns listade i Catalogue of Life.